# Little Bradley
Little Bradley is een plaats en civil parish in het bestuurlijke gebied St Edmundsbury, in het Engelse graafschap Suffolk met 60 inwoners.